# 叶尔努尔·马马德利
叶尔努尔·马马德利（Elnur Mammadli，1988年6月29日—）是一名阿塞拜疆男子柔道运动员。曾参加2008年和2012年两届奥运，其中在2008年北京奥运获得男子73公斤级金牌，2012年伦敦奥运担任阿塞拜疆代表团开幕式旗手。